# نیپ
نیپ (انگلیسی: Nip) Nip در فهرست نام‌های تحقیرآمیز نژادی علیه مردمان ژاپنی و نژاد آن دارد. کلمه نیپ مخفف (Nippon 日本)، نام خارجی و داخلی برای ژاپن است.
به نظر می‌رسد اولین ذکر این عنوان در مجله تایم در ۵ ژانویه ۱۹۴۲ است که در آن «سه خلبان نیپ» ذکر شده‌است. ورود آمریکایی‌ها، بریتانیایی‌ها و استرالیایی‌ها به جبهه اقیانوس آرام در جنگ جهانی دوم باعث افزایش استفاده از لعن‌های نژادی علیه ژاپنی‌ها مانند جیپ و نیپ شد. کلمه نیپ در بین نیروهای مسلح انگلیس به کلمه ای عامیانه که اغلب مورد استفاده قرار می‌گیرد تبدیل شد. در ژورنال ۱۹۴۲ نیروی هوایی سلطنتی بریتانیا به ژاپنی‌ها به عنوان نیپز اشاره‌های زیادی کرده، حتی جمله‌هایی مانند «یک نیپ در هوا وجود دارد» اشاره کرد. این عبارت بعداً برای امپراتور ژاپن هیروهیتو در مجله طنز پرایوت آی در انگلیس در سال ۱۹۷۱ دوباره استفاده شد.